# 竹森一男
竹森 一男（たけもり かずお、1910年4月5日 - 1979年12月31日）は、日本の作家。
北海道生まれ。住友工業高等学校卒。独学で文学を学び、1934年「少年の果実」で改造社「文藝賞」を受賞。戦後は明朗サラリーマン・ユーモア小説を書き、1970年以後戦争時代のドキュメンタリーを書いた。

## 著書
- 嘘の宿 新人文学叢書 宮越太陽堂書房 1940
- 青年の果実 通文閣 1940
- 黒竜江 六芸社 1941 (帰還作家・純文学叢書)
- 国境の鶏 昭森社 1941
- マライ物語 六芸社 1943
- ガリレオ 中学生の伝記 宝文館 1952
- 欲望の広場 東京文芸社 1955 - のちに「女競輪王」のタイトルで映画化（1956年）
- 駄々ッ子青春 東京文芸社 1956
- 大豆のきょうだい 青葉書房 1957 (学級図書館)
- 俺は用心棒 東京文芸社 1957
- 艶筆曽我物語 文芸評論社 1957 (艶筆文庫)
- 左腕殺法 和同出版社 1957
- 青春街脱走 東京文芸社 1957
- 社会部記者No.1 光風社 1958
- レンパン島 穂高書房 1958
- 少年の果実 穂高書房 1958
- 素浪人剣法 小説刊行社 1958
- 太陽社員 小説刊行社 1958  のち春陽文庫
- 敢闘賞社員 小説刊行社 1959 のち春陽文庫
- 天下無敵 熱血社員 小説刊行社 1959
- 熱血社員獅子奮迅 小説刊行社 1959
- 突風社員 小説刊行社 1959
- 特等社員 小説刊行社 1959 のち春陽文庫
- 熱血社員課長昇格 小説刊行社 1959
- 社長の息子 小説刊行社 1959 (熱血社員シリーズ)
- 社員一番手柄 小説刊行社 1959
- 殊勲賞社員 小説刊行社 1959 のち春陽文庫
- 社運隆盛 小説刊行社 1959
- お嬢さんは新入社員 大和出版 1959
- 課長の椅子 小説刊行社 1959 (熱血社員シリーズ)
- 社員武者修業 小説刊行社 1960 (熱血社員シリーズ) のち春陽文庫
- 社内円満 小説刊行社 1960 (熱血社員シリーズ)
- 初志一貫 大和出版 1960
- 社員武士道 小説刊行社 1960 のち春陽文庫
- 若社長さん 小説刊行社 1960
- 課長心得帖 小説刊行社 1960
- 七転八起 大和出版 1960
- 黒色旅券 光風社 1960
- 天下一品 小説刊行社 1960
- 突貫一路 大和出版 1960
- 勇往邁進 大和出版 1960
- 課長街道 小説刊行社 1960
- 大風一過 小説刊行社 1960
- 御意見番係長 小説刊行社 1960
- 一勝一敗 小説刊行社 1960 (熱血社員シリーズ)
- 天上天下 小説刊行社 1960 (熱血社員シリーズ)
- 心機一転 大和出版 1960
- 熱血社員第一歩 サラリーマン太平記 小説刊行社 1961
- 昇給栄転 三洋出版社 1961
- 前進一歩 小説刊行社 1961 (熱血社員シリーズ)
- いかさま紳士録 光風社 1961
- サラリーマン水滸伝 三洋出版社 1961
- 男子の本懐 サラリーマン太平記 三洋出版社 1961
- 青天白日 三洋出版社 1961
- 課長特急切符 サラリーマン太平記 三洋出版社 1961
- サラリーマン重役 三洋出版社 1961
- 係長一番打者 サラリーマン太平記 三洋出版社 1961
- 天気晴朗 三洋出版社 1961
- 太陽さん今日は 青樹社 1961
- 竹森一男明朗小説集 第1-5 三洋出版社 1961
- 破乱万丈 三洋出版社 1962
- 青春部長日記 サラリーマン太平記 三洋出版社 1962
- 大器晩成 青樹社 1962
- あっぱれな奴 青樹社 1962
- 青春旅行 光風社 1962
- 破顔一笑 青樹社 1962
- 平穏無事 青樹社 1962
- 社員アパート 光風社 1962
- 一陽来福 青樹社 1962
- サラリーマンの城 青樹社 1962
- 無念無想 青樹社 1962
- 前途有望 青樹社 1963
- 就職第一歩 青樹社 1963
- 順風満帆 青樹社 1963
- 女性課長自身 光風社 1963
- 社員旋風 青樹社 1963
- 女中天下 光風社 1963
- 宿願達成 青樹社 1963
- 昇給栄転 青樹社 1963 (サラリーマン・シリーズ)
- 係長候補 青樹社 1963 (サラリーマンシリーズ)
- 青春部長日記 青樹社 1963 (サラリーマンシリーズ) のち春陽文庫
- 課長特急 青樹社 1963 (サラリーマンシリーズ)
- 困った青春 光風社 1963
- 青春飯店 光風社 1963
- 金の世の中 青樹社 1963
- 御意見番係長 青樹社 1964
- 社長命令 青樹社 1964
- 青年の太陽 青樹社 1964
- 裸の社長 青樹社 1964
- 親父の椅子 光風社 1964
- 悪妻列伝 光風社 1964
- 離婚の味 光風社 1964
- 人生八番勝負 光風社 1965
- 社員人生修業 青樹社 1965
- 若い勝利者 青樹社 1965
- 社員の勲章 青樹社 1965
- 下町立志伝 光風社 1965
- 社長と髭 青樹社 1966
- 娘の遺産 青樹社 1966
- 裸の青春 青樹社 1966
- 社長の顔 青樹社 1966
- おかしな娘 青樹社 1966
- 社長志願 青樹社 1966 (Entertaining novels)
- 花嫁候補生 青樹社 1967
- 素朴な春 青樹社 1967
- 娘の幸福 青樹社 1967 のち春陽文庫
- 俺が主役だ 青樹社 1968
- 娘社長の椅子 青樹社 1969
- おーい花嫁 光風社書店 1969
- 満鉄興亡史 秋田書店 1970
- 小説陸軍省 双葉社 1971
- 鬼宴 牧野出版社 1971
- 千石興太郎 農協の始祖 都市問題調査会 1971
- 秘録昭和キリスト教の受難 番町書房 1972
- 兵士の現代史 二・二六から敗戦へ 時事通信社 1973
- 満鉄の建設 図書出版社 1974
- 大正デモクラシーの死の中で 時事通信社 1976
- 戦争 死の意味 時事通信社 1977.12
- 翔んでる奴 経済往来社 1978.10

## 翻訳
- 静かなドン / ショーロホフ 原久一郎共訳 金の星社 1968 (ジュニア版世界の文学)

## 参考
- 「静かなドン」訳者紹介
- 日本近代文学大事典